# Delosperma saturatum
Delosperma saturatum är en isörtsväxtart som beskrevs av L. Bol.. Delosperma saturatum ingår i släktet Delosperma, och familjen isörtsväxter. Inga underarter finns listade i Catalogue of Life.